# Альянс «Наша Молдова»
Політична партія «Альянс «Наша Молдова» (рум. Partidul politic «Alianţa Moldova Noastră») — політична партія, що існувала в Молдові у 2003–2011 роках. На момент 5 червня 2011, Альянс «Наша Молдова» був поглинений Ліберально-демократичною партією Молдови. Спостерігач Ліберального інтернаціоналу, член Альянсу лібералів і демократів за Європу.

## Керівництво
Лідер партії — Серафим Урекян, колишній мер Кишинева.

## Склад
Альянс виник в 2003 році при злитті наступних політичних сил:
- Соціал-демократична коаліція Молдови, керівник — екс-прем'єр-міністр Думітру Брагіш
- Ліберальна партія, один з лідерів — екс-президент Мірча Снєгур.
- Незалежна коаліція Молдови, заснована в 2001 році Серафимом Урекяном, мером Кишинева.
- Демократична народна партія Молдови, заснована в 1997 році.

## Результати на виборах
На парламентських виборах 2009 року Альянс «Наша Молдова» разом з іншими опозиційними силами не визнала перемоги правлячої Партії комуністів, що призвело до масових заворушень.
На дострокових парламентських виборах 29 липня 2009 Альянс «Наша Молдова» набрав 7,35% голосів виборців і разом з іншими опозиційними силами сформував правлячий Альянс за європейську інтеграцію.
На дострокових парламентських виборах 28 листопада 2010 Альянс «Наша Молдова» набрав 2,05% голосів виборців і не подолав виборчий ценз в 4%.